# Постолово (Поморське воєводство)
Постолово (пол. Postołowo, нім. Postelau) — село в Польщі, у гміні Тромбки-Великі Ґданського повіту Поморського воєводства.
Населення — 275 осіб (2011).
У 1975-1998 роках село належало до Гданського воєводства.

## Демографія
Демографічна структура станом на 31 березня 2011 року:
|          | Загалом | Допрацездатний вік | Працездатний вік | Постпрацездатний вік |
| -------- | ------- | ------------------ | ---------------- | -------------------- |
| Чоловіки | 140     | 31                 | 97               | 12                   |
| Жінки    | 135     | 36                 | 76               | 23                   |
| Разом    | 275     | 67                 | 173              | 35                   |